# 吉孔嘉
吉孔嘉（？—1642年），字高陵，明朝陝西承宣布政使司漢中府洋縣人，明末政治人物。
少有膽識，曾訴父冤於巡按御史，使父獲釋。崇禎三年（1630年）鄉試中舉人。授直隸寧津縣（今河北省寧津縣）知縣，免除苛捐雜役，受到當地人民稱頌。調任順德府（今河北省邢台市）知府。
崇禎十五年（1642年），清兵入關，攻順德，吉孔嘉悉力拒守，力屈城破，孔嘉與妻張氏、長子惠迪、次子媳王氏皆死。贈太僕寺少卿。

## 軼事
洋縣磨子橋鎮的由來據說何其有關。

## 延伸阅读
[在维基数据编辑]
 《明史卷二百九十一》，出自《明史》